# 格羅夫納山脈
85°40′S 175°0′E / 85.667°S 175.000°E
格羅夫納山脈（英語：Grosvenor Mountains）是南極洲的山脈，位於杜費克海岸，從普拉特山延伸至雷蒙德山，在1929年11月由美國探險隊發現，以國家地理學會主席命名。